# Honghu
Honghu léase Jóng-Jú (en chino:洪湖市, pinyin:Hónghú shi) es un municipio bajo la administración directa de la ciudad-prefectura de Jingzhou. Se ubica al este de la provincia de Hubei, sur de la República Popular China. Su área es de 2519 km² y su población total para 2010 fue de +800 mil habitantes.

## Administración
El municipio de Honghu se divide en 17 pueblos que se administran en 2 subdistritos, 4 poblados y 1 villa.